# Xplosion
Xplosion é o décimo álbum de estúdio da banda portuguesa Santamaria.

## Faixas
1. Eu sem Ti
2. Vou Despertar em Ti
3. Na Alma do Amor
4. Vou Escrever o que Perdi
5. Na Magia do Luar
6. Abri a Porta do Teu Ser
7. Let’s Go to Party
8. És um Anjo
9. Quis Sofrer no Fim
10. Quero ser Igual a Ti
11. Sem Tu Estares Aqui
12. Preciso de Ti
13. O Meu Mundo és Tu